# Милорад Перовић
Милорад Перовић (Београд, 1960) српски је економиста и политичар.

## Биографија
Рођен је 1960. у Београду, где је завршио основну школу, Шесту београдску гимназију и Вишу економску школу. Године 2010. дипломирао је на Универзитету Привредна академија у Новом Саду. На истој школи је 2011. одбранио мастер рад, а 2018. је завршио докторске студије и докторирао.
Радио је у Југословенском аеротранспорту (ЈАТ). Потом је био заменик председника Управног одбора аеродрома „Београд”. Преласком у Електропривреду Србије, био је секретар Мешовите државне комисије за Хидроелектрану „Ђердап”. Био је потпредседник у Међународном Савету за лов и заштиту дивљачи са седиштем у Бечу.
Један је од оснивача Демократске странке Србије (ДСС). Био је њен одборник у Скупштини општине Звездара, где је биран за потпредседника Скупштине. Потом је био одборник ДСС у Скупштини града Београд. Након избора октобра 2004. и склапања коалицијоног договора између Демократске странке, Г17 плус и ДСС изабран је 26. новембра 2004. за председника Скупштине града Београда. Ову функцију обављао је до 8. октобра 2007. када је након смрти градоначелника Ненада Богдановића, према коалиционом договору, место председника Скупштине града Београда припало Демократској странци, док је Перовић прешао на место потпредседника.
Од 2003. до 2006. био је савезни посланик у Скупштини Србије и Црне Горе.
Живи у Београду са супругом и ћерком.